# I Love English (magazine)
 (décembre 2018).
- Si vous ne connaissez pas le sujet, laissez ce bandeau (vous pouvez alors contacter les auteurs).
- Si vous supprimez le contenu mis en cause (vous pouvez préalablement contacter les auteurs),

argumentez précisément cette suppression dans la page de discussion
(un manque de référence n'est pas un argument ; une recherche réelle de référence doit avoir été effectuée, être formellement documentée).
 (décembre 2018).
I Love English est un magazine mensuel du groupe Bayard Presse, publié depuis 1987. Il s'adresse aux collégiens, de la 5e à la 3e, âgés de 12 à 15 ans. I Love English s’inscrit dans la gamme langue de l'offre de Bayard Jeunesse qui est composé de : I Love English Mini (6-8 ans), I Love English for Kids (8-11 ans), I Love English (12-15 ans) et I Love English World (à partir de 15 ans).
Chaque magazine de cette gamme langue comprend un CD audio pour faciliter l'apprentissage de l'oral. 

## Histoire
(décembre 2018).
- Si vous ne connaissez pas le sujet, laissez ce bandeau (vous pouvez alors contacter les auteurs).
- Si vous supprimez le contenu mis en cause (vous pouvez préalablement contacter les auteurs),

argumentez précisément cette suppression dans la page de discussion
(un manque de référence n'est pas un argument ; une recherche réelle de référence doit avoir été effectuée, être formellement documentée).
Cette section est promotionnelle ou publicitaire (novembre 2024). Considérez son contenu avec précaution et/ou discutez-en.
À l'origine, ce magazine n'a pas été rêvé par des journalistes, mais par des professeurs d'anglais. Elles s'appellent Elyane Comarteau et Jacqueline Quéniart. Elles se sont rencontrées à l'Institut national de recherche pédagogique, dans un groupe d'étude sur la lecture en langue étrangère. Elyane et Jacqueline sentent bien que la presses offre des possibilités autres que le livre scolaire. Mais à quel éditeur parler de leur envie ? Un éditeur scolaire ? Elles ont déjà proposé des projets qui n'ont pas abouti. Jacqueline a déjà travaillé à Presse Jeune, très exactement à Pomme d'Api. Pourquoi donc ne pas tenter sa chance là ou elle est déjà connue ? Faire sortir l'anglais de la classe, en faire une occasion de plaisir, « fun to read » dira le numéro zéro, c'est encore bien plus ambitieux, bien plus nouveau !
Elyane et Jacqueline savent que la compréhension écrite est sans doute ce que l'on peut faire progresser le plus facilement chez les élèves, en anglais. Ensemble, elles bricolent des ébauches de maquettes, elles élaborent des projets de rubricage : de la bande dessinée suivie de jeux pédagogiques, des portraits de vedettes, des textes à lire… 
Au mois de juillet 1985, Elyane et Jacqueline ont rendez-vous à Bayard Presse pour présenter leur projet. Celui-ci est accepté. En janvier 1987, sort le numéro 1, identique au numéro zéro, à quelques détails près. Le nom a le mérite de bien situer le projet. À cette époque où l'on commence à voir fleurir partout des « I love … », avec « love » écrit avec un cœur, sur le modèle de « I Love New York » créé par le célèbre graphiste américain Milton Glaser.
Le succès est immédiat, inopiné : 115 000 exemplaires vendus pour le premier numéro. Le lancement a lieu sans campagne radio, il est soutenu par une simple campagne de relations presse. Grande première pour Bayard Jeunesse : le journal est présenté aux infos de FR3 à midi.

## Équipe
- Directeur de la publication : Pascal Ruffenach
- Directrice Presse Jeunesse/Directrice des rédactions : Nathalie Becht
- Directeur des titres « plus de 12 ans » : David Groison
- Rédactrice en chef : Lemisse Al-Hafidh
- Directeur artistique : Martin Fonquernie
- Rédactrice en chef adjointe et secrétaire générale de rédaction : Odile Amblard

## Rubriques du magazine
- This month : les meilleurs moments de l'actualité du mois (dates anniversaires, festivals, célébrations, chiffres étonnants...).
- Culture : une sélection culturelle du mois (films, séries, livres, nouveautés musique...).
- People : présentation d'une star phare dans la culture des adolescents (musique, cinéma, sport...).
- Report : un reportage de trois pages sur la vie des jeunes dans les pays anglophones sur des événements culturels marquants ou sur des lieux importants.
- Look! : l'impact visuel d'une grande photo pour décoder un monument, un sport, un événement typique ou symbolique de l'univers anglophone.
- Success story : décryptage d'une « success story » du monde anglophone (un objet, une œuvre, une personnalité, une marque, un emblème...).
- Crazy! : des photos totalement folles et des infos insolites venues du monde entier pour s'étonner et rire.
- English fun : des expressions, du vocabulaire, des jeux et une recette typiquement anglaise ou américaine.
- Your letters : l'espace « perso » des lecteurs, ils prennent la parole et débattent entre eux.
- Personnality test : un test pour explorer une facette de sa personnalité.

## Diffusion
La diffusion du titre se compte à partir du 1er juillet jusqu'au 30 juin de l'année qui suit.
- 2009/2010 : 36 606 exemplaires
- 2010/2011 : 36 100 exemplaires
- 2011/2012 : 34 566 exemplaires
- 2012/2013 : 33 019 exemplaires
- 2013/2014 : 32 339 exemplaires
- 2014/2015 : 28 647 exemplaires
- 2015/2016 : 23 224 exemplaires
- 2016/2017 : 21 373 exemplaires
- 2018/2018 : 20 067 exemplaires